# Firefox OS
Firefox OS (кодовое имя Boot to Gecko, B2G) — свободная операционная система, предназначенная для смартфонов, планшетных компьютеров и Smart TV. Разработку вела Mozilla Foundation на базе свободного веб-движка Gecko. В декабре 2015 года было объявлено о частичном приостановлении разработки для смартфонов. 27 сентября 2016 года компания Mozilla разослала уведомления о том, что прекращает работу над проектом Firefox OS; существующие наработки будут переданы opensource-сообществу.
Преемниками Firefox OS являются: разработанная сообществом B2G OS, H5OS разработки Acadine Technologies, KaiOS от KaiOS Technologies и My Home Screen от Panasonic.

## История
На создание этого проекта разработчиков подтолкнуло появление движка для обработки PDF средствами HTML5 и JavaScript PDF.js.
26 июля 2011 года представитель Mozilla Foundation сообщил о начале работ над операционной системой, основанной на движке Gecko, используемом в браузере Mozilla Firefox.
В феврале 2012 года испанская телекоммуникационная компания Telefónica совместно с Mozilla Foundation разработали концепт Open Web Device, использующий в качестве операционной системы Boot to Gecko, позднее был создан прототип устройства на базе процессора Qualcomm.
Сообщается также о сотрудничестве с Deutsche Telekom.
Однако последний пресс-релиз Mozilla открыл для интересующихся несколько новых фактов о готовящейся операционной системе. Создатели решили отказаться от не знакомого широкой публике бренда Boot to Gecko, заменив его более узнаваемым Firefox. Маркетологи компании уверены, что раскрученный бренд будет более популярным и интересным для конечного потребителя к моменту выпуска операционной системы.
23 апреля 2013 года проект GeeksPhone начал продажу устройств на базе Firefox OS. Две модели телефонов были доступны пользователям по предварительной подписке. В течение нескольких часов устройства были раскуплены, также в первые часы после начала продаж интернет-магазин неоднократно становился недоступен, так как не справлялся с потоком посетителей, что свидетельствует о том, что разработчики не рассчитывали на такой ажиотаж.
2 июля 2013 года стартовали продажи первого Firefox OS смартфона ZTE Open в Испании.
В начале мая 2014 года на eBay стартовали продажи ZTE Open C — первого смартфона под Firefox OS 1.3.
Весной 2014 года появился первый планшет под управлением Firefox OS — InFocus New Tab F1.
16 декабря 2014 года четырнадцать операторов в 28 странах мира предпочли смартфоны Firefox OS.
В декабре 2015 года появилась информация о закрытии проекта как платформы для смартфонов. При этом не исключалось появление других устройств на этой платформе. Однако позже стало известно, что в Mozilla имели в виду только отказ от сотрудничества с операторами связи. Сама операционная система для смартфонов продолжит существование в виде открытой платформы и может быть использована производителями устройств по их усмотрению. Также намекалось на то, что операционная система, как проект для смартфонов, будет активно развиваться в будущем.
В официальном блоге компании сообщалось, что разработка версии системы для смартфонов полностью завершится после релиза Firefox OS 2.6. Это обновление так и не вышло. После старта обновления уже почти никто в Mozilla не работал над Firefox OS для смартфонов. Компания пока не оставляет надежд на то, что её операционная система когда-нибудь снова посетит мобильные устройства, но определённо не в ближайшее время.
Также Mozilla заявила, что 29 марта 2016 года перестанут приниматься приложения в Mozilla Marketplace для Android, планшетов и компьютеров, однако нативные программы для Firefox OS будут появляться в каталоге до 2017 года — компания не собирается так быстро закрывать поддержку своей мобильной платформы.

## Разработка
В операционной системе реализован собственный Web API, поддерживающий стандартные телефонные функции: звонки, работу с SMS-сообщениями, Bluetooth, NFC и т. д. Кроме того, разработчики планируют использовать часть кода Android в модулях поддержки драйверов, загрузчике и ядре. Планируется широкая поддержка W3C Device API, в том числе, System Information API, обеспечивающего доступ из веб-браузера к системному вводу-выводу, датчикам, звуковому и сетевому оборудованию.
В качестве стартовой платформы используются чипы Qualcomm.
В июле 2012 года Boot to Gecko был переименован в «Firefox OS», после того популярного браузера у Mozilla, Firefox, и скриншоты Firefox OS стали публиковаться в августе 2012 года.

## Версии релизов
| Версия | Первая сборка   | Версия Gecko         | Дата релиза             | Кодовое имя | Включенные исправления безопасности |
| ------ | --------------- | -------------------- | ----------------------- | ----------- | ----------------------------------- |
| 1.0    | 14 августа 2012 | Gecko 18             | 21 февраля 2013         | TEF         | Gecko 18                            |
| 1.0.1  | 25 января 2013  | Gecko 18             | 6 сентября 2013         | Shira       | Gecko 20                            |
| 1.1.0  | 20 февраля 2013 | Gecko 18+ (new APIs) | 9 октября 2013          | Leo         | Gecko 23                            |
| 1.1.1  | 24 августа 2013 | Gecko 18+            |                         | HD          | Gecko 23                            |
| 1.2.0  | 21 июня 2013    | Gecko 26             | 9 декабря 2013          | Koi         | Gecko 26                            |
| 1.3.0  | 4 декабря 2013  | Gecko 28             | 17 марта 2014           |             | Gecko 28                            |
| 1.4.0  | 10 декабря 2013 | Gecko 30             | 8 августа 2014          |             | Gecko 30                            |
| 2.0.0  | 21 февраля 2014 | Gecko 32             |                         |             | Gecko 32                            |
| 2.1.0  | 9 июня 2014     | Gecko 34             |                         |             | Gecko 34                            |
| 2.2.0  | 2 сентября 2014 | Gecko 37             | 20 августа 2015         |             | Gecko 37                            |
| 2.5.0  | 12 января 2015  | Gecko 44             | 10 ноября 2015          |             | Gecko 44                            |
| 2.6.0  | 30 октября 2015 |                      | ориентировочно май 2016 |             |                                     |

## Аппаратные требования
В феврале 2013 года команда Mozilla определила минимальные аппаратные требования для устройств на базе Firefox OS:
- CPU не меньше 800 МГц.
- RAM от 256 МБ.
- Дисплей 240×320 точек и выше.

## Приложения
Mozilla работала над магазином приложений, но, поскольку Firefox OS — открытая платформа, любой желающий может запустить свой. Представители Telefónica заявляли, что на её территории обслуживания будет обеспечен сервис прямой оплаты приложений.
Особенность Firefox OS в том, что на ней запускались только те приложения, которые основаны на web-технологиях (HTML5, CSS и JavaScript). Ограничившись только языками веб-программирования, разработчики платформы хотели ускорить работу системы при выполнении некоторых задач. Основными недостатками вышеописанного является затруднённая разработка сложных приложений, в этом случае разработчики прибегают к использованию JavaScript, который тоже имеет ограничения.

## Конкурентные преимущества
- Открытый исходный код и аппаратная платформа.
- Малая требовательность к аппаратному обеспечению.
- Быстрое выполнение несложных приложений.
- Поддержка HTML5.